# Guss (Therapie)
Unter den therapeutischen Gussbehandlungen versteht man Behandlungsmethoden der Hydrotherapie, die sich einen Temperaturreiz zu Nutze machen, um den Wärmehaushalt des Körpers wieder in ein Gleichgewicht zu bringen. Durch Wärme- oder Kältereize soll das vegetative Nervensystem angesprochen werden. Dabei gilt als Grundprinzip: So viel Wärme wie nötig, so viel Kälte wie möglich.

## Arten
Die Arten der therapeutischen Gussbehandlungen kann man einerseits nach der Art der Durchführung unterscheiden.
- Druckstrahlgüsse / Blitzstrahlgüsse
Bei den Druckstrahlgüssen wird der Wasserstrahl mit mittlerem oder starkem Druck (bis 3  bar) auf den Körper bzw. die zu behandelnde Teilregionen gerichtet.
  - Druckstrahlgüsse mit mittlerem Druck (0,5–1 Bar) (50–100 kPa)
  - Druckstrahlgüsse mit hohem Druck (1–3 Bar) (100–300 kPa)
- Kneippsche Güsse / Flachgüsse
Bei Flachgüssen wird im Gegensatz zu den Druckstrahlgüssen der Wasserstrahl nur mit geringem Druck auf den Körper bzw. Teilregionen gerichtet.

Neben dieser Unterscheidung differenziert man nach den Körperregionen, auf die die Gussbehandlung angewendet wird.
- Schenkelgüsse
- Armgüsse
- Oberguss
- Vollguss
- Rückenguss
- Nackenguss

Neben diesen Differenzierungen kann man die Güsse auch nach der Temperatur unterscheiden:
- kalte Güsse: (bis ca. 18 °C Wassertemperatur)
- warme Güsse: (zwischen 18 und 22 °C Wassertemperatur)
- heiße Güsse: (zwischen 36 und 43 °C Wassertemperatur)
- wechselwarme Güsse: (zunächst 36–38 °C, dann 18 °C Wassertemperatur)
- ansteigende Güsse: (von anfangs 30 °C bis ca. 43 °C Wassertemperatur)

## Anwendungsgebiete
Die Anwendungsgebiete der Güsse sind abhängig von der Temperatur und der Stärke, mit der das Wasser auf die einzelnen Körperregionen gerichtet wird.
Beispiele:
- Ansteigende Güsse oder heiße Rücken-, Nacken- und Lumbalgüsse sollen Verspannungen lösen.
- Kalte Güsse dienen der Abhärtung bzw. Verbesserung der Durchblutung.
- Ein Blitzguss soll der Abhärtung dienen und den Stoffwechsel anregen.